# Henry Morton Robinson
Henry Morton Robinson (* 7. September 1898 in Boston, Massachusetts, USA; † 13. Januar 1961 in New York, NY) war ein US-amerikanischer Schriftsteller.

## Leben
Robinson wurde als ältestes von elf Kindern in einem Armenviertel geboren. Er diente im Ersten Weltkrieg bei der Marine, absolvierte dann ein Studium und hatte ab 1924 eine Dozentur an der Columbia University inne. Später war er Chefredakteur von Reader’s Digest. Sein bekanntestes Werk ist der Der Kardinal (1950) über den Werdegang des Priesters Stephen Fermoyle.
Er war verheiratet und hatte 3 Kinder, sein Sohn Anthony Robinson wurde auch Schriftsteller.

## Werke (deutsche Titel)
- Der Kardinal. Frankfurt/M. : Ullstein, 1995, Ungekürzte Ausg. ISBN 3-548-23606-5
- In den Schnee geschrieben. 2. Aufl. Bergisch Gladbach: Bastei-Verlag Lübbe 1975 (Bastei Lübbe; 12036: Exklusiv) ISBN 3-404-00204-0
- Das geschlossene Rund. Wiesbaden: Rhein. Verl.-Anst. [1963]
- Wasser des Lebens. (Buchclub-Lizenzausgaben auch unter den Titeln Der Whisky-König und Der Whisky-Baron)

## Verfilmungen
- 1963 – Der Kardinal